# 15 км (пост)
Пост 15 км — колійний пост Конотопської дирекції залізничних перевезень Південно-Західної залізниці. Код поста в ЄМР 326249.
Розташований на лінії Хоробичі — Бахмач-Гомельський між з.п. 19 км (1 км) і станцією Часниківка (3 км). Відстань до Хоробичів — 121 км, до Бахмача-Гомельського — 18 км.
Відкритий у травні 2008 року.